# Саша Ковачевич
Александър „Саша“ Ковачевич (на сръбски: Aleksandar „Saša” Kovačević или Саша Ковачевић) е сръбски поп певец.

## Биография
Роден е на 27 юли 1985 г. в Земун, част от тогавашна Социалистическа федеративна република Югославия. Завършва средното музикално училище „Коста Манойлович“ в Земун (отдел по пиано), както и Академията по изкуствата — специалност „Звукозапис и звуков дизайн“. Прави първия си концерт на 16-годишна възраст. Заедно с брат си Раде ръководи музикално студио. Ковачевич е и почетен гражданин на община Земун.
Първата му поява в телевизията е през 2004 г. на фестивала „Сунчане скале“, където се представя с песента „Pakao i raj“. Тогава излиза и сингълът „Jedina si vredela“.
През 2005 г. се изявява на Радиофестивала с песента „Korak do dna“ и издава песента „Jedina si vredela“, а през 2006 г. с песента „Ruka za spas“, която анонсира и дебютния му CD за City Records. Песента „Ruka za spas” е обявена за хит на годината. През 2007 г. получава наградата за откритие на годината, последвана от наградите Melos Estrada, наградата за победител в Белград за поп певец на годината. На Days of Estrada той спечелва 1-во място за откритие на годината. Той спечелва 2-ро място на фестивала за забавна музика във Върнячка баня с песента „Lažu te“. Печели Радиофестивала с песента „Bolji čovek“.
Песента „Slučajno“ има над 84 000 000 гледания в YouTube.
В края на 2008 г. излиза първият му дует с Емина Яхович, песента „Još ti se nadam“. На следващата година получава две награди: за певец на годината и за дует на годината с Емина Яхович.

## Фестивали
- 2004 — Sunčane skale, Herceg Novi  — „Pakao i raj“ (Вечер на новите звезди)
- 2005 — Радиофестивал, Сърбия — „Korak do dna“
- 2006 — Радиофестивал, Сърбия — „Ruka za spas“, второ място
- 2007 — Върнячка баня, Сърбия — „Lažu te“, второ място
- 2007 — Радиофестивал, Сърбия —„Bolji čovek“, печеливша песен
- 2019 — Zenica summer fest, Босна и Херцеговина — различни песни

## Дискография

### Jedina si vredela (2006)
1. Korak do dna
2. Kada nisu tu
3. Jedina si vredela
4. Jasno k’o dan
5. Ruka za spas
6. Lagala me il’ ne lagala
7. Pakao i raj
8. Ostavi me
9. Ne umem sa njom

### Ornament (2010)
1. Ludak
2. Kome da verujem
3. Ponosna na nas
4. Mila
5. Tišina
6. Moje poslednje
7. Kako sada sam
8. Ornament
9. Još ti se nadam (дует с Емина Яхович)
10. Lažu te
11. Bolji čovek

### Сингли
- Jedina si vredela (2005)
- Ruka za spas (2006)
- Lagala me ili ne lagala (2006)
- Lažu te (2007)
- Još ti se nadam (дует с Емина Яхович) (2008)
- Mila (2009)
- Kome da verujem (2010)
- Idemo do mene (2011)
- Bežimo iz grada (2011)
- Kako posle nas (2011)
- Lapsus (2012)
- Piši propalo (2013)
- Slučajno (2013)
- Nothing But The Faith (2013)
- Mogli smo sve (2014)
- Branim (2014)
- Noć do podne (2014)
- Gde smo moja ljubavi (2015)
- Rano je (2015)
- Rođendan (2015)
- Živim da te volim (2015)
- Zamalo tvoj (2016)
- Temperatura (2016)
- Temperatura (Spanish Version) (2017)
- Kažeš ne (2017)
- Dices no (Spanish Version) (2017)
- Bez tebe me nema (2018)
- Jedra (2018)
- Prevarena (2019)
- Pantera (2020)
- Cerquita (Spanish Version) (2020)
- Moja malena (2020)
- Afera (2020)
- Mala (Spanish Version) (2020)
- Ona (2020)
- Sola (Spanish Version) (2020)
- Lažu te ljubavi (2022)
- Radi me lagano (2022)
- Greška (2023)
- Srečna u novoj ljubavi (2023)

|  | Тази страница частично или изцяло представлява превод на страницата Saša Kovačević в Уикипедия на сръбски. Оригиналният текст, както и този превод, са защитени от Лиценза „Криейтив Комънс – Признание – Споделяне на споделеното“, а за съдържание, създадено преди юни 2009 година – от Лиценза за свободна документация на ГНУ. Прегледайте историята на редакциите на оригиналната страница, както и на преводната страница, за да видите списъка на съавторите. ВАЖНО: Този шаблон се отнася единствено до авторските права върху съдържанието на статията. Добавянето му не отменя изискването да се посочват конкретни източници на твърденията, които да бъдат благонадеждни. |